# Savannah College of Art and Design
Savannah College of Art and Design (SCAD) è un'università privata di belle arti, fondata nel 1978, con sedi a Savannah e Atlanta, in Georgia, e Lacoste, in Francia.

## Storia
Richard G. Rowan, Paula S. Wallace, May L. Poetter e Paul E. Poetter hanno costituito Savannah College of Art and Design il 29 settembte 1978.
Nel settembre 1979 la SCAD ha iniziato a organizzare corsi di studio con quattro membri dello staff, sette membri della facoltà e 71 studenti.
Inizialmente l'istituto offriva otto specializzazioni: ceramica, grafica, conservazione storica, design tessile, design d'interni, pittura, fotografia e incisione.
Nel maggio 1981 c'è stato il primo laureato. L'anno seguente la prima classe di laureati. Nel 1982 le iscrizioni sono cresciute a più di 500 studenti, a 1.000 nel 1986 e a 2.000 nel 1989, nel 2014 più di 11.000 studenti.
Alla fine degli anni ottanta e all'inizio degli anni novanta un'ondata di suicidi tra i docenti ha provocato una reazione nervosa da parte degli amministratori scolastici. Il malcontento ha comportato che una scuola d'arte concorrente aprisse a pochi isolati dalla SCAD, innescando una «guerra totale».
Le manifestazioni degli studenti sono aumentate nei primi anni novanta in merito alla rappresentanza studentesca all'interno dell'istituto, culminando nel 1992 con la detonazione di un ordigno esplosivo nell'edificio amministrativo e altri due, più tardi quello stesso anno, al Savannah Civic Center.
Richard Rowan (che all'epoca era sposato con Paula Wallace) è stato presidente del college dalla sua fondazione, nel 1978, sino all'aprile 2000, quando il consiglio di amministrazione della SCAD lo ha promosso cancelliere. In tale ruolo Rowan ha trascorso la maggior parte del suo tempo viaggiando e reclutando studenti e personale internazionali. Nel 2001 si è dimesso dall'incarico e ha lasciato il college.
Paula S. Wallace, nata Paula S. Rowan, è stata rettore e preside degli studi accademici della SCAD prima di diventare, nel 2001, presidente. In qualità di presidente, la Wallace ha diretto la gestione interna dell'istituzione e guidato diversi eventi annuali, come il Sidewalk Arts Festival, il Savannah Film Festival, una sfilata di moda, lo SCAD Style, il deFine Art Festival, l'Art Educators' Forum e il Rising Star. 
Sono state sollevate domande sulle retributizioni concesse alla Wallace e alla sua famiglia: Paula Wallace ha ricevuto un compenso di 9,6 milioni di dollari nel 2014 e 13 membri della sua famiglia hanno ricevuto 60 milioni di dollari negli ultimi 20 anni.
Nel 2002 SCAD ha aperto una sede di studio all'estero a Lacoste, in Francia, che fornisce programmi per i vari dipartimenti accademici offerti dalle sedi universitarie che rilasciano titoli di studio.
Nel 2002 ha lanciato un programma di apprendimento online che U.S. News & World Report classifica tra i migliori per i programmi di studio degli Stati Uniti del Sud.
Nel 2005 SCAD ha aperto una sede nel quartiere Midtown di Atlanta, che nel 2006 si è fusa con l'Atlanta College of Art.
Nel settembre 2010 SCAD ha aperto una sede a Hong Kong nel quartiere Sham Shui Po.
Al 2006 risale lo SCAD Museum of Art di Savannah, nuova denominazione dell'Earle W. Newton Center for British American Studies. Nel 2015 è stato aperto lo SCAD FASH Museum of Fashion + Film con sede ad Atlanta.
Nel 2018 uno studente ha avviato una petizione per chiedere migliori servizi di salute mentale per gli studenti dopo che si erano verificati due suicidi dall'inizio dell'anno accademico 2018-19.
Nel 2019 SCAD ha aumentato il numero di personale di consulenza professionale e ha creato Bee Well, che fornisce consulenza virtuale e fisica, seminari sul benessere e un servizio gratuito di assistenza telefonica di supporto emotivo 24 ore su 24, 7 giorni su 7.
Nel marzo 2020, in conseguenza alla pandemia di COVID-19, SCAD è passata all'insegnamento completamente virtuale per tutti gli studenti, consentendogli di rimanere nelle rispettive residenze seguendo i protocolli di distanziamento sociale.
Nel giugno 2020 SCAD ha interrotto le lezioni nella sede di Hong Kong, segnalando preoccupazioni sulla sicurezza degli studenti e sulla qualità accademica in seguito alle proteste a Hong Kong del 2019-2020 e alla pandemia di COVID-19, restituendo l'edificio di Kowloon al Governo della città.
Nel giugno 2020, nel mezzo delle proteste di Black Lives Matter negli Stati Uniti, SCAD ha aperto un ufficio per l'inclusione e ha annunciato iniziative correlate per affrontare il razzismo sistemico, tra cui l'aggiunta di 15 borse di studio per studenti afroamericani.

## Struttura accademica

### Riconoscimenti
Savannah College of Art and Design è riconosciuto dalla Commission on Colleges dalla Southern Association of Colleges and Schools per conferire lauree triennali e magistrali. L'università conferisce Bachelor of Arts, Bachelor of Fine Arts, Master in architettura, Master of Arts, Master of Arts in insegnamento, Master of Fine Arts e Master in progettazione urbana. Il Master in architettura è riconosciuto dal National Architectural Accrediting Board. Il Master of Arts in insegnamento è approvato dalla Georgia Professional Standards Commission. SCAD è autorizzata dalla South Carolina Commission on Higher Education. La laurea in architettura d'interni è riconosciuta dal Council for Interior Design Accreditation.

### Scuole e dipartimenti
SCAD offre oltre 40 programmi suddivisi in 11 scuole:
- scuola di animazione e cinema
- scuola di architettura
- scuola di innovazione aziendale
- scuola di tecnologia creativa
- scuola di design
- scuola di moda
- scuola di regia e recitazione
- scuola di belle arti
- scuola di preparazione agli studi universitari
- scuola di arti liberali
- scuola in comunicazione visuale

## Campus universitari

### Impianti

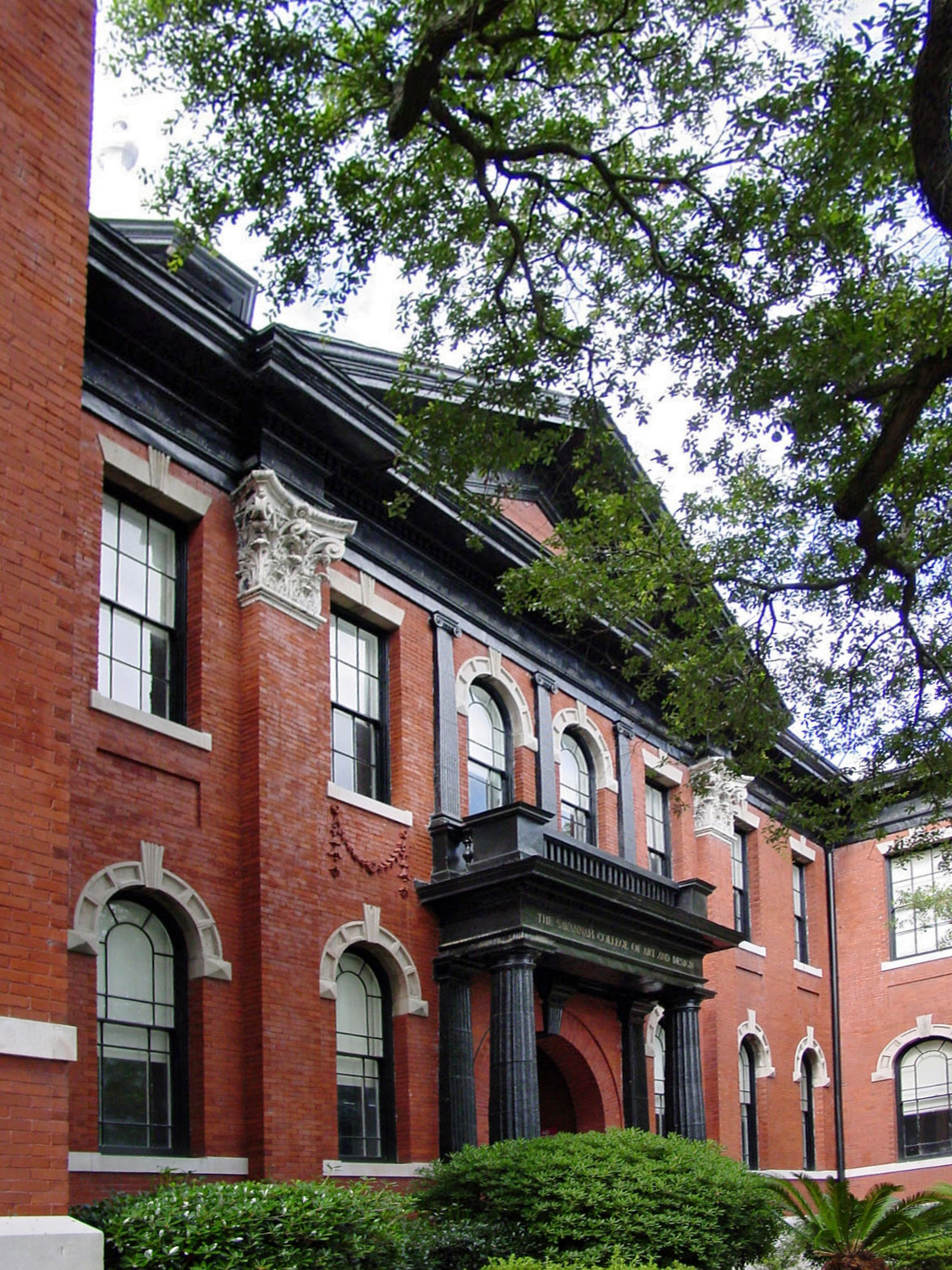
Anderson Hall, Savannah

L'impegno del Savannah College of Art and Design di lavorare con la città di Savannah per preservare il suo patrimonio architettonico include il restauro di edifici da utilizzare come strutture universitarie, per i quali è stato riconosciuto dall'American Institute of Architects, dal Georgia Trust for Historic Preservation, dall'Art Deco Societies of America, dal National Trust for Historic Preservation, dall'Historic Savannah Foundation e dalla Victorian Society of America. Il campus universitario comprende 67 edifici distribuiti nello schema a griglia del centro di Savannah. Molti edifici si trovano nelle piazze della città vecchia, che sono piene di monumenti e lecci in un'atmosfera gotica sudista.
La SCAD di Atlanta, situata nel quartiere Midtown di Atlanta, comprende aule e spazi espositivi, laboratori informatici, biblioteca, camere oscure per la fotografia, studi di stampa e scultura, una sala da pranzo, un centro fitness, una piscina e un dormitorio.
L'Ivy Hall della SCAD Atlanta (conosciuta anche come Edward C. Peters House) è stata aperta nel 2008 dopo un ampio restauro.
Nel 2009 la SCAD di Atlanta ha aperto il Digital Media Center.
Il campus SCAD di Lacoste, in Francia, è composto da strutture del XV e XVI secolo e comprende una galleria d'arte, laboratori informatici, laboratori di stampa e pensionati.
Il primo edificio accademico del college è stato la Savannah Volunteer Guards Armory, acquistata e ristrutturata nel 1979. Costruita nel 1892, la struttura in mattoni rossi in stile neoromanico è compresa nel Savannah Historic District.
Originariamente chiamato Preston Hall, l'edificio è stato rinominato Poetter Hall in onore dei co-fondatori May e Paul Poetter. La SCAD si è rapidamente espansa, acquisendo edifici nei quartieri storici e vittoriani del centro di Savannah, restaurando edifici vecchi e spesso abbandonati che avevano esaurito le loro funzioni originali.
Il college gestisce tre biblioteche: Jen Library a Savannah, ACA Library ad Atlanta e Lacoste Library a Lacoste, in Francia. C'è anche una grande quantità di risorse disponibili tramite l'eLearning Library.

Quella più importante è la Jen Library per le dimensioni della sua collezione e ospita circa 42.000 libri, 11.000 volumi rilegati di periodici e 1.600 videocassette in un edificio di 7900 m². 
L'edificio, costruito nel 1925, un tempo era un grande magazzino di Maas Brothers, prima di essere acquisito e riconvertito dall'università. Le sue caratteristiche strutturali e di design includono una grande scalinata in vetro e finestre dal pavimento al soffitto sugli angoli opposti dell'edificio.
La Jen Library ospita molteplici collezioni rare contenenti sia libri che materiali di arti visive, tra cui la Don Bluth Collection of Animation e la Earle Newton Collection of British and American Art.
È anche sede della Gutstein Gallery, un insieme di arte contemporanea di artisti riconosciuti a livello nazionale e di ex studenti della SCAD.
Nell'aprile 2021 il college ha annunciato i piani di espansione del suo studio cinematografico e dei media digitali, che lo renderebbero il più grande studio cinematografico universitario del paese; il progetto include un set all'aperto di 44100 m², un nuovo palcoscenico digitale e tre nuovi teatri di posa.

### Allogi per studenti
Le residenze universitarie di Savannah sono: Barnard Village, Boundary Village, Montgomery House, Oglethorpe House, Turner House, Chatham House, Victory Village, Turner Annex e il complesso residenziale per studenti Hive, composto da Apiary, Bumble, Colony, Dance, Everest, Flower, Garden e Honey at The Hive.
Ad Atlanta l'università offre tre residenze universitarie: l'ACA Residence Hall of SCAD, il Brookwood Courtyard e il Forty.
Gli studenti di Lacoste vivono in Maison Pitot, Fortunée, Renard, Murier, Olivier e Basse.

### Musei e gallerie
SCAD gestisce nei suoi campus musei, gallerie e spazi espositivi, tra cui lo SCAD Museum of Art, situato nel sito dell'ex sede della Central of Georgia Railway a Savannah, e lo SCAD FASH Museum of Fashion + Film ad Atlanta. Rafael Gomes è il direttore delle mostre di moda e ha curato diverse mostre tra cui Robert Fairer Backstage Pass: Dior, Galliano, Jacobs e McQueen (2021-2022).
Le gallerie d'arte universitarie includono la Gutstein Gallery, la Pei Ling Chan Gallery, la Pinnacle Gallery e La Galerie Bleue a Savannah; la Gallery 1600, la Trois Gallery e la Gallery See ad Atlanta.